# بیسترانی
بیسترانی (به چکی: Bystřany) یک منطقهٔ مسکونی در جمهوری چک است که در ناحیه تپلیتسه واقع شده‌است. بیسترانی ۱٬۹۴۱ نفر جمعیت دارد.